# Masahiro Hasemi
Masahiro Hasemi (Japans: 長谷見 昌弘, Hasemi Masahiro) (Tokio, 13 november 1945) is een voormalig Formule 1-coureur uit Japan. Hij reed 1 Grand Prix, de Grand Prix van Japan van 1976.